# Jukka Poika
Jukka Poika, pseudonimo di Jukka Rousu (Haukipudas, 19 luglio 1980), è un artista finlandese di musica reggae.

## Biografia

### Gli inizi

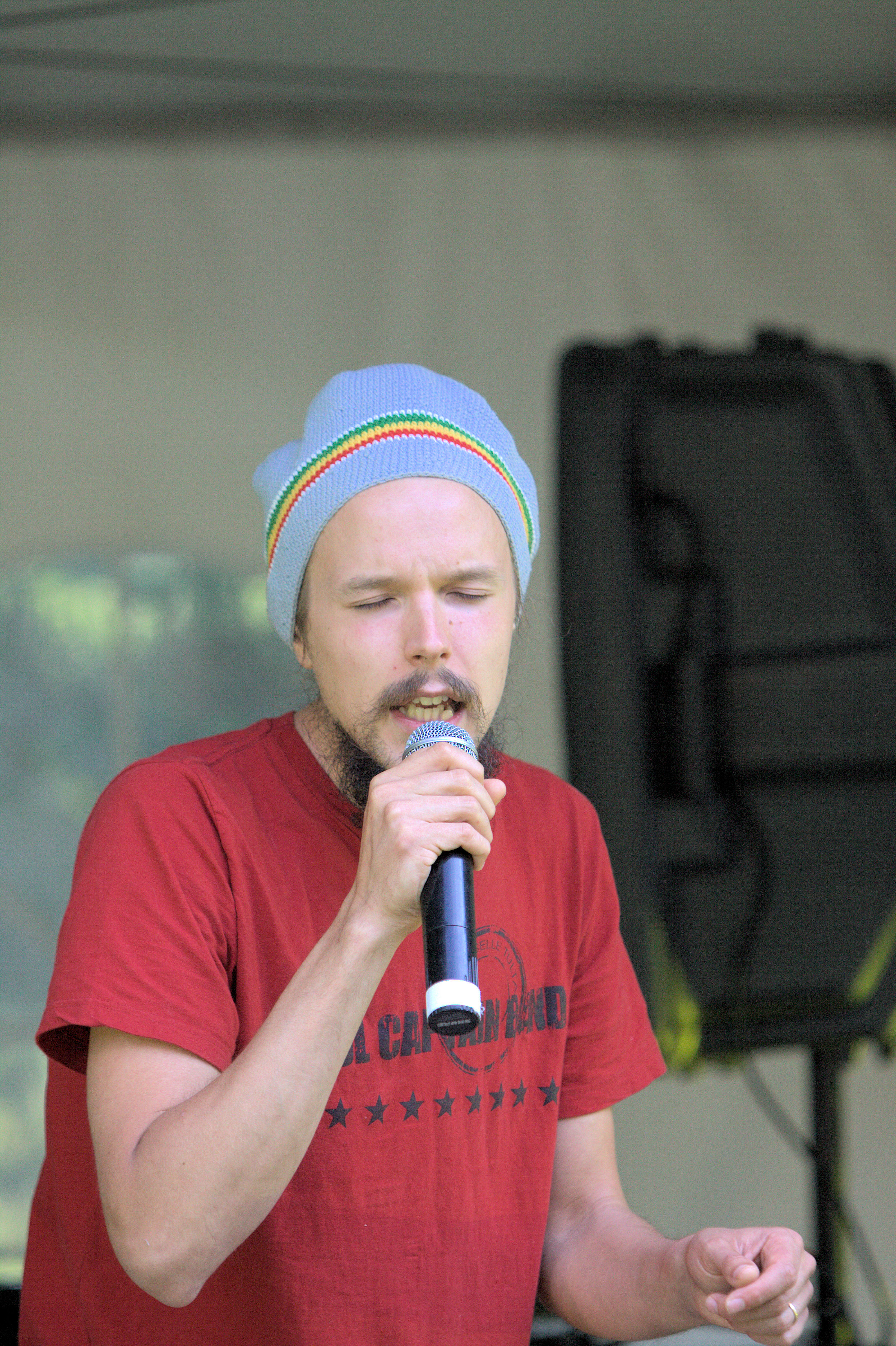
Jukka Poika nel 2009.

Jukka Rousu nacque a Haukipudas nel 1980. Suo padre era un uomo d'affari e sua madre una casalinga. Rousu, durante il soggiorno a Tornio si interessò di musica e si appassionò in particolar modo di Alice in Chains e dei Nirvana. Nel 1994, durante la recessione finlandese dei primi anni novanta si trasferì con i genitori a Helsinki. L'interesse verso la musica crebbe maggiormente e incominciò a comporre canzoni reggae con il suo primo gruppo, quello che poi divennero i Soul Captain Band.

### Con i Soul Captain Band
Jukka intraprese la carriera da musicista a partire dalla fine degli anni novanta con i Soul Captain Band. Nel 1999, la band pubblicò l'EP omonimo e nel 2001 il loro primo album Jokaiselle tulta, da cui sono stati estratti due singoli, Taistelun arvoinen / Hypnoosiin e Mitä suurempi puu / Älä juo tota juttuu. Jukka Poika lasciò la band nel 2002.

## Discografia
- 2007 - Äänipää
- 2008 - Laulajan testamentti
- 2010 - Kylmästä lämpimään
- 2012 - Yhdestä puusta